# IPE
IPE som står för Europa-Profil I är en varmvalsad stålprofil specificerad i Euronorm 19.  IPE kallas även IPE i DIN 1025-5.
IPE är tillsammans med HEA den I-balk som vanligen används.